# Go Joon-hee
Go Joon-hee (* 31. August 1985 in Seoul) ist eine südkoreanische Schauspielerin. Ihr wirklicher Name lautet Kim Eun-ju, 2008 entschied sie sich jedoch, den Namen ihrer Rolle (Go Joon-hee) in der Fernsehserie Foxy Lady! als Künstlernamen zu verwenden.

## Leben
Go erlangte zunächst durch Fernsehserien zunehmend an Bekanntheit. Nach ihrer Nebenrollen in dem Film Girl Scout (2008) spielte sie die Hauptrollen in den Independentfilmen Drifting Away (2011) und Yeosu (2011) sowie in den romantischen Komödien Marriage Blue (2013) und Red Carpet (2014). 2015 spielt sie die Hauptrolle in Im Sang-soos Thriller My Friendly Villains.

## Filmografie

### Filme
- 2007: Hansel & Gretel (헨젤과 그레텔)
- 2008: Girl Scout (걸스카우트)
- 2011: Drifting Away (꼭 껴안고 눈물 핑)
- 2011: Yeosu (려수 Ryeosu)
- 2012: Architecture 101 (건축학개론)
- 2012: Doomsday Book (인류멸망보고서)
- 2013: Marriage Blue (결혼전야)
- 2014: Red Carpet (레드카펫)
- 2015: My Friendly Villains (나의 절친 악당들 Na-ui Jeolchin Akdangdeul)

### Fernsehserien
- 2003: Breathless (나는 달린다)
- 2005: Biscuit Teacher and Star Candy (건빵선생과 별사탕)
- 2006: MBC Best Theater „That Guy“ (새는)
- 2006: Foxy Lady! (여우야 뭐하니)
- 2007: Crazy in Love (사랑에 미치다)
- 2008: Robber (불한당, Episode 1, Cameo)
- 2008: General Hospital 2 (종합병원 2)
- 2010: The Slave Hunters (추노)
- 2011: Can You Hear My Heart? (내 마음이 들리니)
- 2012: Twelve Men in a Year (일년에 열두남자)
- 2012: The Chaser (추적자)
- 2013: King of Ambition (야왕)
- 2015: She Was Pretty (그녀는 예뻤다)